# Шебелинка — Ізмаїл (газотранспортний коридор)
Газотранспортний коридор Шебелинка — Ізмаїл — система трубопроводів, що транспортує природний газ від шебелинського газопровідного вузла у південно-західному напрямку та забезпечує споживачів Дніпровської, Запорізької, Херсонської, Миколаївської, Одеської областей і транзит російського палива до країн Балканського регіону. Включає газопроводи Шебелинка — Дніпропетровськ, Шебелинка — Дніпропетровськ — Одеса (ШДО), Шебелинка — Дніпропетровськ — Одеса-2 (ШДО-2), Роздільна — Ізмаїл, Шебелинка — Дніпропетровськ — Кривий Ріг — Ізмаїл (ШДКРІ).

## Початок розвитку коридора
Створення газотранспортної інфраструктури на маршруті майбутнього коридору Шебелинка — Ізмаїл розпочалось у 1950-х роках. В 1957-му завершилось будівництво першої нитки трубопроводу Шебелинка — Дніпропетровськ довжиною становила 197,5 км, діаметром труб 700 мм та пропускною здатністю 12,6 млн м3 на добу. Того ж року затвердили завдання на проектування  магістрального газопроводу діаметром 700 мм Шебелинка — Дніпропетровськ — Одеса (ШДО), який підійшов до Одеси у 1962 році. Невдовзі завдяки цій системі стала можливою подача газу у Молдавську РСР, коли у 1966 році став до ладу трубопровід Одеса  — Кишинів.
Через певний час провели підсилення споруджених трубопроводів другими нитками: у 1960 р. такий об'єкт діаметром 729 мм з'явився у складі Шебелинка-Дніпропетровськ, потім проклали 2-гу нитку Шебелинка—Дніпропетровськ—Одеса діаметром 800 мм. А в 1972—1976 рр. спорудили газопровід Шебелинка — Дніпропетровськ — Одеса-2 (ШДО-2) діаметром 1000 мм.

## Транзит на Балкани
Стрімке зростання видобутку на родовищах Східної України спонукало до планів експорту газу у країни Європи, які до того ж в найближчому майбутньому мали були підкріплені унікальними ресурсами Західного Сибіру. На першому етапі експорт у балканському напрямку здійснювали використовуючи можливості наявних газопроводів ШДО/ШДО-2, для чого від Роздільної (де траса завертала до Одеси) проклали трубопровід Роздільна — Ізмаїл діаметром 820 мм, постачання по якому розпочали у жовтні 1973 року.
Тим часом йшло спорудження газопроводу Шебелинка — Дніпропетровськ — Кривий Ріг — Ізмаїл (ШДКРІ), спроектованого передусім під експортне постачання. Введений у дію у 1975 році, він мав дві нитки діаметром 800 мм. Разом газопроводи ШДКРІ та Роздільна — Ізмаїл могли забезпечувати постачання на Балкани в обсягах до 15,8 млрд м3 на рік. Втім, починаючи з другої половини 1980-х років роль головного транзитеру природного газу на південь перебрав на себе трубопровід Ананьїв — Тирасполь — Ізмаїл.
Доправлений у район Ізмаїлу ресурс у підсумку передається до румунського газотранспортного коридору Ісакча – Негру-Воде.

## Модернізація
На початку 2000-х розробили проект модернізації газопроводу Шебелинка — Дніпропетровськ — Одеса шляхом заміни двох його ниток діаметром 700 та 800 мм на одну 1000 мм. Передбачалось спорудження лупінгів із наступним виведенням з експлуатації старих ділянок. У 2006—2008 роках виконана подібна реконструкція на ділянці 128—156 км.

## Компресорні станції
Для забезпечення роботи газопроводів у коридорі Шебелинка-Ізмаїл споруджені компресорні станції: 
- КС Панютине (між Шебелинкою та Дніпром), введена в експлуатацію у 1963 р., у 1974-му споруджена II черга;
- КС Дніпропетровськ, введена в експлуатацію у 1964 р.;
- КС Радушне (на південній околиці Кривого Рогу), введена в експлуатацію у 1968 р. із 9-ма компресорами типу ГМК (10 ГКН), у 1976-му споруджена II черга (три ГПА з електроприводом СТД-4000), в 1984 проведена модернізація із встановленням 5 ГПА СТД-4000;[4]
- КС Мар'ївка (на північний схід від Миколаєва), введена в експлуатацію у 1979 р.
- КС Березівка (Одеська область, неподалік від кордону з Миколаївщиною), введена в експлуатацію у 1980 р.;
- КС Тирасполь-1 (Молдова, станом на 2016 рік на території підконтрольного Росії сепаратистського анклаву ПМР), введена в експлуатацію у 1975 р., у 1981-му споруджена II черга;
- КС Вулканешти (Молдова) введена в експлуатацію у 1976 р. (3 ГПА СТД-4000), у 1980-му споруджена II черга (додано 2 ГПА СТД-4000);[2]
- КС Орловка-1 (на кордоні з Румунією).

## Газопроводи-відводи
Для забезпечення споживачів Дніпровської, Запорізької, Херсонської, Миколаївської та Одеської областей від газотранспортного коридору Шебелинка-Ізмаїл створено численні газопроводи-відводи, в тому числі
- у 1957 р., одночасно із введенням у дію першої нитки «Шебелинка-Дніпропетровськ» — газопровід-відгалуження до Придніпровської ТЕС;
- у кінці 1950-х років — газопровід-відгалуження до м. Нікополь (відомий центр трубної промисловості України) діаметром 400 мм та довжиною 66,8 км;
- у 1963 р. — газопровід Мар'ївка – Херсон, який забезпечив подачу ресурсу до Херсонської області, а потім і до Криму;
- у 1966 р. — газопровід-відгалуження до м. Марганець (знаний за підприємством із видобутку марганцевих руд — Марганецьким ГЗК) діаметром 200 мм та довжиною 23 км;
- у 1967 р. — газопровід-відгалуження до м. Покров (тут знаходиться найбільший в Україні комбінат по видобутку марганцевих руд — Покровський ГЗК) діаметром 250 мм та довжиною 17,5 км;
- у 1971 р. — газопровід до ГРС «Зеленодольськ» діаметром 500 мм та довжиною 32,6 км, основною задачею якого було постачання газу до Криворізької ТЕС;
- у 1979 р. — газопровід-відвід до Одеського припортового заводу (виробництво аміаку та азотних добрив, рівень споживання газу біля 1 млрд.м3 на рік);
- у 1988 р. — магістральний газопровід ШДКРІ — Енергодар діаметром 1000 мм. Вибір такого значного діаметру пояснювався спорудженням на Запорізькій ТЕС (м. Енергодар) трьох газомазутних блоків по 800 МВт, що збільшувало потужність цієї до того часу вугільної електростанції втричі та виводило її на одне з чільних місць в Україні. Втім, в умовах підвищення цін на імпортний природний газ зникає економічна доцільність використання цих блоків, тому наразі вони використовуються лише як резерв на випадок виникнення серйозного дефіциту в енергосистемі. У 1991 році цей газопровід був продовжений від Енергодару до Мелітополя.     
Також в м. Кривий Ріг споруджено газопроводи для постачання ряду індустріальних гігантів, наприклад, «Криворіжсталі», Центрального та Північного ГЗК.

## ПСГ
Для регулювання сезонної нерівномірності транспортування газу на маршруті газопроводу створене Пролетарське ПСГ із активним обсягом 1 млрд.м3